# Galeruca lobata
Galeruca lobata  (лат.) — вид жуков-листоедов из подсемейства козявок (Galerucinae). 

## Описание
Длина тела взрослых насекомых — 5—6 мм. Переднеспинка с широко закруглёнными передними углами. Голени средних и задних ног на наружной стороне около вершины  пунктированы. Впервые описаны в 1866 году французским энтомологом Леоном де Жоанни (фр. Léon de Joannis) по единственному экземпляру, привезённому из Стамбула.